# Paisios vom Berg Athos

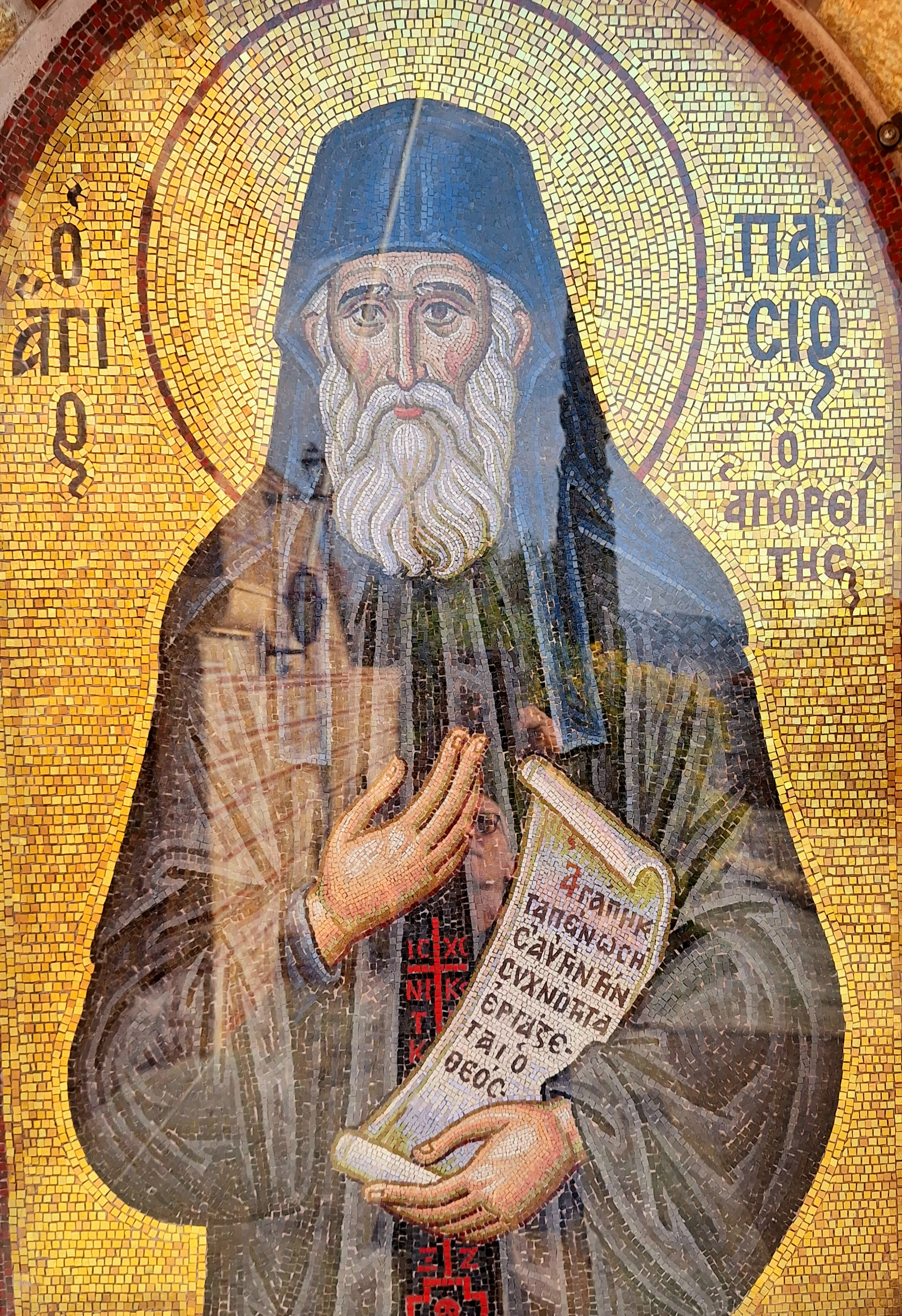
Mosaik-Ikone des Heiligen Paisios vom Berg Athos, rechts neben dem Eingang des Klosters des Heiligen Johannes des Theologen in Souroti bei Thessaloniki, wo Paisios starb.

Der Heilige Paisios vom Berg Athos (auch Paisios der Athonit (griechisch Ἅγιος Παΐσιος ὁ Ἁγιορείτης); * 25. Juli 1924 in Pharasa (heutiges Yahyalı), Kappadokien; † 12. Juli greg./29. Juni jul. 1994 in Souroti, Thessaloniki), mit bürgerlichem Namen Arsenios Eznepidis (Αρσένιος Εζνεπίδης), war ein griechisch-orthodoxer Rhomäer, Mönch und Heiliger, der auch als Ältester Paisios, Paisios der Hagiorite oder Paisios der Jüngere bekannt ist.
Er gilt als eine der bedeutendsten spirituellen Persönlichkeiten des 20. Jahrhunderts in der orthodoxen Kirche und wurde am 13. Januar 2015 vom Ökumenischen Patriarchat in Konstantinopel heiliggesprochen, eine der schnellsten Heiligsprechungen in der jüngeren Kirchengeschichte.
Im Laufe seines Lebens wurden seine Worte von vielen verehrt, insbesondere von Gläubigen der griechisch- und russisch-orthodoxen Kirche. Er appellierte an die Menschen, mit Altruismus zu leben und Philotimo zu zeigen. Nach mehreren Angaben soll er Menschen von verschiedenen Krankheiten geheilt haben, darunter Krebs und angeborene Lähmungen, wodurch ihm die Vollbringung von Wundern zugeschrieben wird. Zudem führte er Exorzismen durch.
Das Leben von Paisios war stark von der asketischen Praxis des Hesychasmus geprägt.

## Frühes Leben

### Herkunft und Flucht nach Griechenland (1924)
Arsenios Eznepidis wurde in Kappadokien geboren, kurz vor dem Bevölkerungsaustausch zwischen Griechenland und der Türkei. Sein Vater, Prodromos Eznepidis, war Bürgermeister von Pharasa und ein Anhänger des Arsenios von Kappadokien. Seine Mutter hieß Eulampia, und Paisios war der jüngste Sohn von insgesamt acht oder neun Geschwistern.

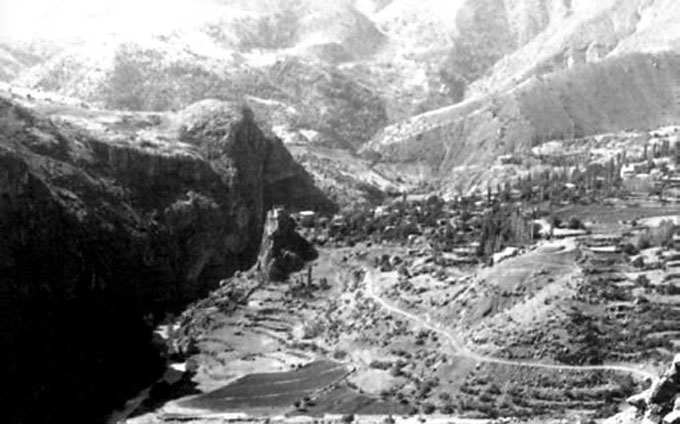
Pharasa, Paisios Geburtsort

Bei seiner Taufe am 7. August 1924 durch Arsenios von Kappadokien, welcher 1988 heiliggesprochen wurde, hat dieser ihm eine Zukunft als Mönch vorhergesagt. Während der Taufe bestand Arsenios darauf, dass die Eltern dem Kind seinen Namen, Arsenios, gaben und nicht den Namen des Großvaters, Christos, wie es in griechischen Familien üblich war. Eine Woche später zog die Familie Eznepidis von Kleinasien nach Griechenland.
Am 14. September 1924 erreichte die Familie Eznepidis mit einer Flüchtlingskarawane Piräus und wurde nach Korfu weitergeleitet, wo sie einige Zeit verblieb. Später zog die Familie nach Igoumenitsa und schließlich nach Konitsa, einem kleinen Bergdorf, wo Arsenios Eznepidis die Grundschule abschloss und später eine Lehre zum Schreiner machte.

### Kindheit und Jugend (1924–1945)
Schon in seiner Kindheit zeigte Altvater Paisios eine tiefe Neigung zum geistlichen Leben. Er betete oft im Wald und praktizierte früh asketische Übungen, wie das Fasten. In Anekdoten erzählte er, dass er als Kind auf einem Felsen betete und sich nachmittags hungrig wieder nach Hause begab. Als er älter wurde, zog er sich zunehmend von den weltlichen Aktivitäten seiner Altersgenossen zurück, die er ablehnte. In seiner Jugend zeigte Arsenios Askese, indem er sich von weltlichen Ablenkungen wie Mädchen fernhielt und oft den Blick senkte. Diese Haltung führte dazu, dass Bekannte manchmal verärgert waren, weil er sie nicht grüßte.

Das Haus in Konitsa, in dem Arsenios seine Kindheit und Jugend verbrachte.

Als Kind las er auch in den Büchern des verstorbenen Arsenios von Kappadokien, die von Paisios' Vater Prodromos gerettet worden waren.
Bis zu seiner Einberufung in den Militärdienst arbeitete er als Zimmermann. Ein Beispiel für seine barmherzige Haltung war, dass er, wenn jemand in seinem Umfeld starb, oft einen Sarg fertigte und diesen den Trauernden übergab.

### Militärdienst und Glaubensfestigung (1945–1949)
1945 trat er im Zuge seines Militärdienstes während des griechischen Bürgerkriegs (1946–1949) in die Armee ein. Während dieser Zeit zeigte er großes Pflichtbewusstsein und übernahm freiwillig gefährliche Aufgaben. Er bot verheirateten Kameraden an, seinen Platz in der vorderen Reihe einzunehmen, da er selbst keine Familie und Kinder hatte.
Arsenios war hauptsächlich als Funker tätig und erhielt für seine Leistungen das militärische Zertifikat mit der Note „hervorragend“. Er berichtete später von mehreren Erlebnissen im Krieg, darunter einer Beinahe-Tötung durch eine Kugel sowie einem Vorfall, bei dem ein Kamerad, der wiederholt blasphemische Äußerungen gemacht hatte, von einem Bombensplitter an der Zunge getroffen wurde. Diese Ereignisse vertieften seinen Glauben und stärkten seine religiöse Überzeugung, die sich durch folgende Zitate untermauern lässt:

„Ich war gezwungen, herauszugehen. Macht nichts, sagte ich
mir, Gott wird für mich sorgen! Kaum war ich draußen, flog eine
Kugel an mir vorbei und rasierte mir den Kopf. Genau so, direkt an
der Haut, und hinterließ eine Linie in meinem Haar. Nur einen
Zentimeter tiefer, und sie hätte mich getötet. Ich staunte über
Gottes Vorsehung.“

„Wir hatten dort im Zug einen Kerl, der über göttliche Dinge
fluchte. Er fluchte schlimm. Viele Male hatte ich ihm gesagt, er
solle nicht fluchen. Ich war darüber sogar in einen Streit mit ihm
geraten. Er hörte weder auf mich noch auf die Offiziere. Er fluchte
weiter. Einmal fiel dort mitten in das Armeelager, wo wir
arbeiteten, eine Bombe. Keiner erlitt irgendeinen Schaden! Nur
denjenigen, der fluchte, traf ein ganz kleiner Bombensplitter. Weißt
du, wohin? Auf seine Zunge! Sie beschädigte nicht einmal seine
Zähne oder seine Lippen! Nur seine Zunge schwoll an. Sie wurde
wie ein Kürbis und hing aus seinem Mund heraus! Viele solche
wundersame Ereignisse geschahen im Krieg, und deswegen
herrschte in dem Armeelager eine große Frömmigkeit.“

Zur Zeit seines Militärdienstes hatte er sich auch Erfrierungen zugezogen und entkam einer Amputation nur knapp.
Paisios trat 1949 aus der Armee aus und ging im selben Jahr auf den Berg Athos, um Mönch zu werden. Zunächst lebte er dort eine Zeit lang, kehrte jedoch vorübergehend (nach Konitsa) zurück, da ihn die ungeklärte Lebenssituation seiner Schwestern beschäftigte.

## Monastisches Leben

### Novizenzeit und Erlangung des Kleinen Schemas (1950–1958)
Im Jahr 1950 kehrte Paisios auf den Berg Athos zurück und trat in das Kloster Koutloumousíou ein, um Mönch zu werden. Später sandte man ihn ins Kloster Esfigménou, wo er nach vierjähriger Novizenzeit 1954 als Rasophoros die Mönchsweihe erhielt und den Mönchsnamen Averkios annahm. Er engagierte sich in der Unterstützung seiner Mitbrüder und beteiligte sich aktiv an den klösterlichen Arbeiten, auch über seine eigenen Aufgaben hinaus. Neben dem asketischen Leben und den gemeinschaftlichen Verpflichtungen widmete er sich dem Studium geistlicher Literatur. Er verließ das Kloster Esfigménou 1954 und trat dem Kloster Filotheou bei, wo ein Onkel von ihm ebenfalls Mönch war. Zu dieser Zeit war das Kloster noch eine idiorhythmische Gemeinschaft. Er studierte die Leben der Heiligen, das Paterikon und die Werke des heiligen Isaak des Syrers. 1957 erhielt er im Kloster Filotheou das Kleine Schema und den Namen Paisios, zu Ehren des Metropoliten von Caesarea Paisios II., der wie er aus Pharasa in Kappadokien stammte.

Ikone von Paisios vom Athos im Nikolaos-Kloster bei Metsovo.

### Wirken und Leben in Konitsa und auf dem Sinai (1958–1964)
1958 verließ er den Berg Athos im Auftrag und wirkte in folgenden vier Jahren seelsorgerisch, karitativ sowie pastoral in seinem Heimatdorf Konitsa, wo er bereits im Besonderen geschätzt wurde und im Kloster Stomio ansässig war. Er engagierte sich dort gegen den „Proselytismus protestantischer Missionare“, wobei unklar ist, welche Gruppe mit dem Begriff „Protestanten“ in diesem Zusammenhang gemeint ist. Mögliche Interpretationen könnten US-amerikanische oder englische Protestanten sein, aber auch Versuche der römisch-katholischen Mission. In der orthodoxen Terminologie werden nämlich Katholiken manchmal als „Protestanten“ bezeichnet, da sie aus orthodoxer Perspektive durch das Morgenländische Schisma die einzig „rechtgläubige“ (orthodoxe) Kirche verlassen haben.

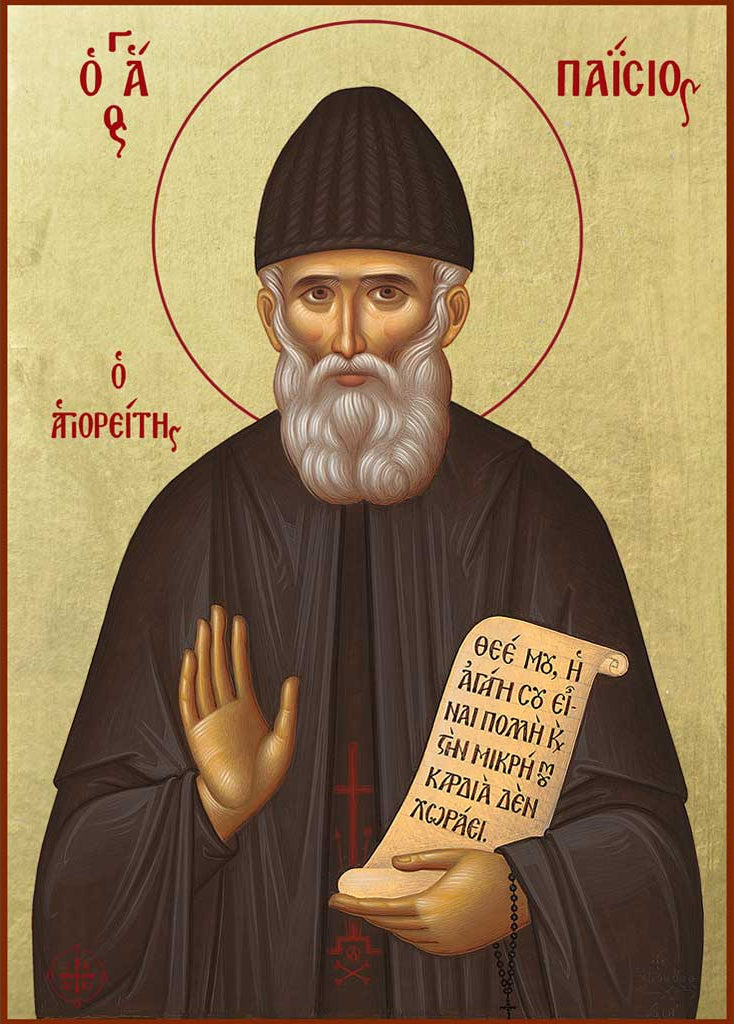
Ikone des Paisios

Zu dieser Zeit sollen sich ihm auch häufig wilde Tiere genähert haben, darunter Berichte, dass er die in der Nähe lebenden Bären mit bloßen Händen fütterte.
1962 reiste Paisios ins Katharinenkloster auf dem Sinai, wo er zwei Jahre lang blieb, um sich stärker der Askese zu widmen. Während dieser Zeit gewann er die Zuneigung der Beduinen. Paisios nutzte das Geld, das er durch den Verkauf seiner handgeschnitzten Holzarbeiten verdiente, um Lebensmittel für sie zu kaufen. In dieser Zeit in Ägypten unterzog er sich völliger körperlicher Askese, von der er später sagte, sie habe seine Gesundheit geschädigt.
Paisios spielte eine entscheidende Rolle bei der Heiligsprechung seines geistlichen Förderers Arsenios von Kappadokien. Als Paisios 1958 als Mönch im Heiligen Kloster von Stomio in Konitsa lebte, wuchs sein Interesse an dem Leben und den Reliquien seines Förderers Arsenios von Kappadokien. Häufig besuchte er seinen Vater Prodromos, der 90 Jahre alt war, um von ihm mehr über das Leben des Arsenios zu erfahren. Im selben Jahr reiste er nach Korfu, um dessen sterbliche Überreste nach Konitsa umbetten zu lassen, bevor sie 1970 ins Kloster des Heiligen Johannes des Theologen in Souroti überführt wurden, wo auch Paisios später bestattet wurde. Er sammelte über Jahre hinweg Berichte über Arsenios, legte sie 1971 im Kloster Stavronikita zur Korrektur vor und veröffentlichte sie später. 1986 erkannte das Ökumenische Patriarchat Arsenios offiziell als Heiligen an – ein Prozess, den Paisios maßgeblich vorangetrieben hatte.

### Rückkehr auf den Athos und Erlangung des Großen Schemas (1964–1972)
1964 kehrte er schließlich zum Berg Athos zurück. 1966 erkrankte er schwer und wurde im Papanikolaou-Krankenhaus in Thessaloniki operiert, wobei ein Teil seiner Lunge entfernt wurde. Während seiner Genesung fand er Unterkunft in der Heiligen Einsiedelei des Heiligen Johannes des Theologen in Souroti. Nach seiner Genesung kehrte er 1968 zum Berg Athos zurück und war maßgeblich an der Renovierung des Klosters Stavronikita beteiligt, in dem er auch lebte und das Große Schema erhielt. Dort war er zunächst von Papa-Tychon in der Zelle des Heiligen Kreuzes tonsuriert worden.
Im Jahr 1969 verschlechterte sich seine Gesundheit. Er litt unter häufigen Fieberschüben, starkem Husten und einer übermäßigen Schleimansammlung in der Lunge. Wie er selbst berichtete, musste er über einen Zeitraum von anderthalb Jahren große Mengen an Medikamente gegen Tuberkulose einnehmen, deren Nebenwirkungen ihn erheblich schwächten. Nach einer Operation erkrankte er erneut schwer und wurde mit starken Antibiotika behandelt. Dabei entwickelte er eine schwere Kolitis (Dickdarmentzündung), die von starken Magenschmerzen begleitet wurde. Das Sitzen bereitete ihm große Schmerzen, und das Stehen war noch schmerzhafter.
1971 reiste er zu den über ganz Griechenland verstreuten ehemaligen Einwohnern von Pharasa und sammelte Beweise für die Heiligsprechung von Arsenios von Kappadokien.

### Pilgerreise, Ratsuchende und die letzten Jahre (1972–1994)
Am 29. Oktober 1972 reiste Paisios zusammen mit Abt Vasileios in seinen Heimatort Pharasa, der mittlerweile nur noch als Ruine existierte. Bei seiner Ankunft wurde er von einem Polizisten für eine verdächtige Person gehalten, verhaftet und in eine Zelle gesperrt, jedoch ohne dass die Tür richtig verschlossen war. Nachdem er stundenlang auf ein Verhör wartete und niemand kam, setzten sie ihre Reise fort. Über Ankara kehrten sie nach Konstantinopel zurück, wo Paisios die Hagia Sophia besuchte und auch das Kloster von Chora aufsuchte. Weiterhin trafen sie auf Patriarch Demetrius I.
Nach dem Tod von Papa-Tychon blieb er bis 1979 im Kloster Stavronikita, entsprechend dessen Wunsch. Er verbrachte darüber hinaus auch einige Zeit in Ivíron.

Paisios in Panagouda mit Besuchern, September 1981.

1979 zog er in die Zelle (Kellion) Panagouda, eine Einsiedelei des Klosters Koutloumousíou. Dort wurde er zunehmend unter den Gläubigen bekannt, die ihn besuchten und um Rat in persönlichen Angelegenheiten baten. Täglich suchten Hunderte von Menschen Paisios auf, um seinen Rat und Beistand in persönlichen Angelegenheiten – wie Krankheiten und anderen Leiden – sowie in spirituellen Fragen zu erhalten. Zahlreiche Besucher schilderten dabei außergewöhnliche Erlebnisse und berichteten, dass scheinbar unlösbare Probleme durch sein Wirken gelöst worden seien. Diese Erfahrungen wurden von den Betroffenen schriftlich dokumentiert und später in Form von Büchern publiziert. Sein Ruf als geistlicher Berater breitete sich über die Grenzen seines Heimatlandes hinaus aus. Menschen aus zahlreichen Ländern wie Australien, den Vereinigten Staaten, Kanada, Deutschland, Russland, Rumänien, Frankreich und aus Teilen Afrikas reisten an, um ihn zu konsultieren. Bemerkenswert ist, dass diese internationale Anerkennung ohne mediale Aufmerksamkeit zu seinen Lebzeiten zustande kam. In dieser Zeit werden ihm auch Wunder zugeschrieben, insbesondere die Heilung von Krankheiten, die von Gläubigen berichtet werden.
Während Paisios tagsüber Ratsuchende empfing, nutzte er die Nacht für das Gebet. Sein strenges Gebets- und Askese-Regime ließ ihm jede Nacht nur zwei bis drei Stunden Zeit für Ruhe. Trotz der vielen Besucher führte er weiterhin ein strenges asketisches Leben. An seiner Tür hing er einen Zettel, der an die Pilger gerichtet war: 

„Schreibt, was ihr möchtet, werft den Zettel in den Kasten ein, und ich werde euch viel mehr durch mein Gebet als durch vieles Reden (πολυλογία - polilogía) helfen. Auf diese Weise werde ich Zeit haben, mehr Menschen, die Schmerz und Kummer haben, zu helfen. Ich bin hierher gekommen, um zu beten, und nicht um den Lehrer zu spielen. Mönch Paisios.“

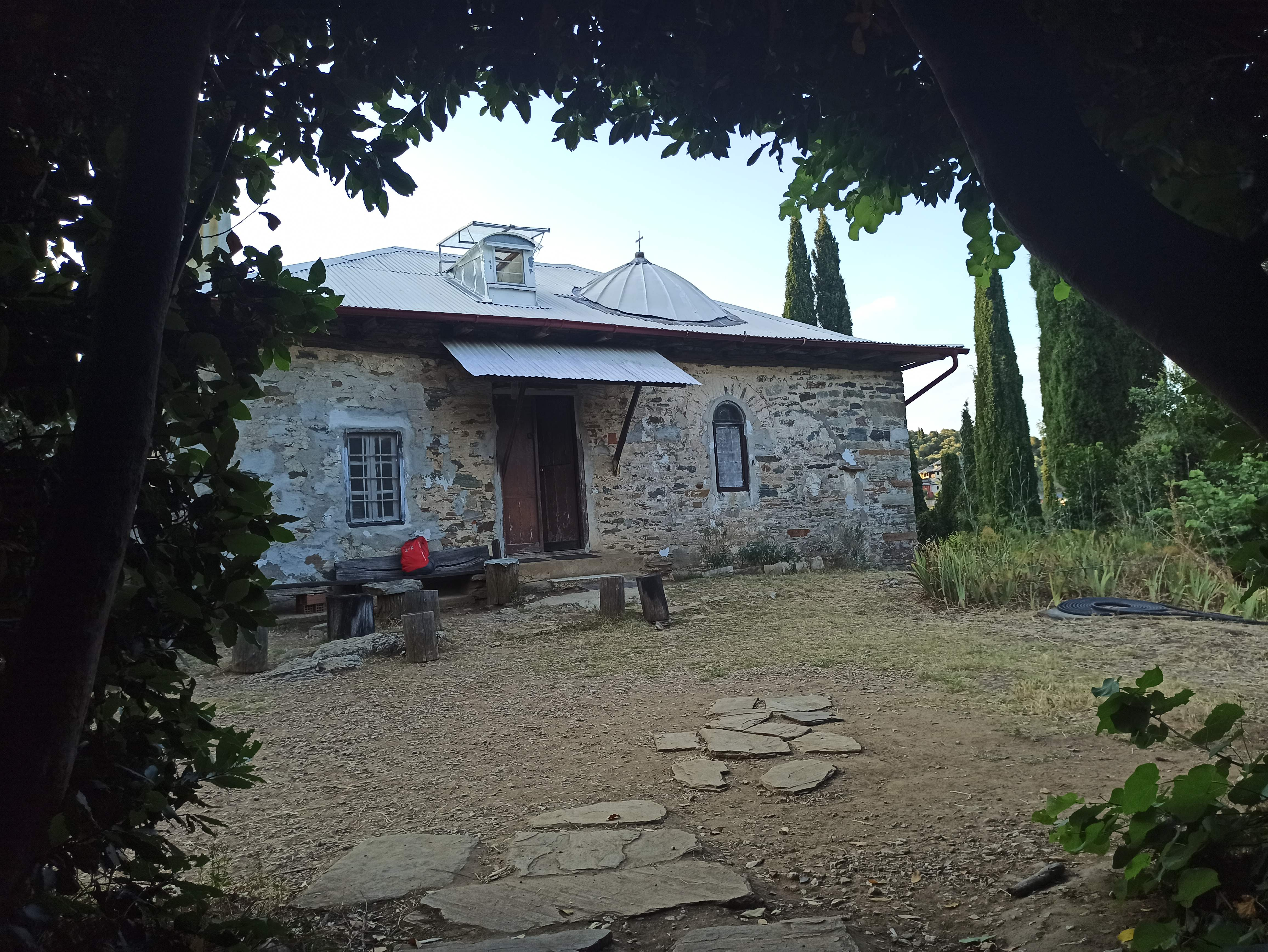
Die Einsiedelei von St. Paisios Panagouda Karyes.

Paisios verließ gelegentlich den Berg Athos, um im Kloster in Souroti Menschen mit Behinderungen und Frauen zu treffen, denen der Zugang zum Berg verwehrt war. Der Berg Athos unterliegt seit über 1000 Jahren einem Gesetz, das Frauen den Zutritt zur autonomen Mönchsrepublik verbietet. Dies soll der Wahrung des Zölibats dienen. Weiterhin beruht das Verbot auch auf einer Legende, nach der Maria, die Mutter Jesu, den Berg betreten haben soll, der seither ausschließlich ihr gewidmet ist.
Neben Atemwegsproblemen litt er in seinen späteren Jahren an einer schweren Hernie, die ihm starke Schmerzen bereitete. Wenn er aus verschiedenen Gründen – oft aufgrund seiner Krankheiten – gezwungen war, den Heiligen Berg Athos zu verlassen, verbrachte er viele Stunden damit, Pilger im Frauenkloster von Souroti zu empfangen. Darüber hinaus litt er unter Blutungen, die seinen Zustand weiter verschlechterten. Paisios begegnete seinen Krankheiten in Gesprächen mit Humor und lehnte es häufig ab, sich untersuchen zu lassen. In den letzten Wochen vor seiner Abreise vom Heiligen Berg Athos kam es wegen seines niedrigen Hämoglobinspiegels häufig vor, dass er in Ohnmacht fiel.

Ikone in der neuen Kirche beim Kloster Hodegetria auf Kreta.

1993 verschlechterte sich sein Gesundheitszustand erheblich. Am 5. Oktober 1993 verließ Paisios den Heiligen Berg Athos zum letzten Mal. Obwohl er ursprünglich nur für wenige Tage wegbleiben wollte, wurde bei ihm in Thessaloniki Dickdarmkrebs diagnostiziert, der sofort behandelt werden musste. Nach der Operation verbrachte er einige Zeit im Krankenhaus, um sich zu erholen, und wurde dann in das Kloster von Souroti verlegt. Trotz seines kritischen Zustands empfing er weiterhin Menschen, hörte ihren Sorgen zu und gab ihnen Ratschläge. Am 4. Februar 1994 wurde Paisios im „Theageneion“-Krankenhaus in Thessaloniki erneut operiert. Da der Krebs bereits Metastasen über die Leber und Lunge gebildet hat, gaben die Ärzte ihm Ende Juni eine verbleibende Lebenserwartung von höchstens zwei bis drei Wochen. Nach seiner Operation sehnte sich Paisios danach, zum Heiligen Berg Athos zurückzukehren. Seine Versuche, dies zu tun, scheiterten jedoch an seinem zunehmend schwächer werdenden Gesundheitszustand. Von da an, empfing er keine Besucher mehr. Seine letzten Tage waren von Leiden geprägt. Am 11. Juli 1994 erhielt er zum letzten Mal die Heilige Kommunion. In seinen letzten Lebenstagen verzichtete er trotz starker Schmerzen bewusst auf Medikamente und Schmerzmittel. Er verstarb am 12. Juli 1994 und wurde in der Heiligen Einsiedelei des Heiligen Johannes des Theologen in Souroti, Thessaloniki, beigesetzt, wo er einen Teil seiner letzten Lebensjahre verbracht hatte und schließlich auch starb.

## Zugeschriebene Prophezeiungen

### Inhalt und Verbreitung
Paisios hatte vor dem großen Kataklysmus gewarnt, der zukünftige Generationen erwarten würde, und sprach über die Krise Griechenlands, die Europäische Union, den Islam und einen möglichen Dritten Weltkrieg.
Paisios vom Berg Athos werden vom Priestermönch Makarios verschiedene geopolitische Prophezeiungen zugeschrieben. Dazu zählen Vorhersagen über einen Krieg zwischen der Türkei und Russland (auch mit Griechenland), der zur Bildung eines „Großgriechenlands“ führen soll, sowie die „Befreiung“ weiterer Gebiete wie Albanien, der restlichen Region Makedoniens (Nordmazedonien) und Konstantinopels (Istanbul). Zudem soll er die Bekehrung eines Teils der türkischen Bevölkerung vom Islam zum orthodoxen Christentum vorausgesagt haben. Demnach solle ein Krieg zwischen Russland und der Türkei ausbrechen, in dem die Türkei zunächst überlegen scheine, aber letztlich von Russland besiegt werde. Russland werde daraufhin Konstantinopel (Istanbul) erobern und später an Griechenland übergeben.
Die ihm zugeschriebenen geopolitische Prophezeiungen über ein zukünftiges Großgriechenland fanden breite Beachtung.
Priestermönch Makarios behauptet, viele dieser Prophezeiungen aufgezeichnet und 1990, noch zu Lebzeiten von Paisios, in dem Buch Worte der Weisheit und Gnade des Altvaters Paisios des Hagioriten veröffentlicht zu haben.

### Kritik
Die Authentizität dieser Prophezeiungen ist umstritten. Mehrere enge Vertraute von Paisios bestritten, dass er derartige Prophezeiungen geäußert habe. Sie betonen, dass er apolitisch gewesen sei und sich vor allem spirituellen und asketischen Themen gewidmet habe. Die im griechischen Fernsehen verbreiteten Prophezeiungen seien ihm fälschlicherweise zugeschrieben worden.
Auch das Kloster Esfigmenou auf dem Berg Athos distanzierte sich von solchen Aussagen. In einer offiziellen Stellungnahme hieß es, es gebe keinen Beleg dafür, dass Paisios entsprechende Vorhersagen getroffen habe.

## Andenken

### Innerhalb Griechenlands

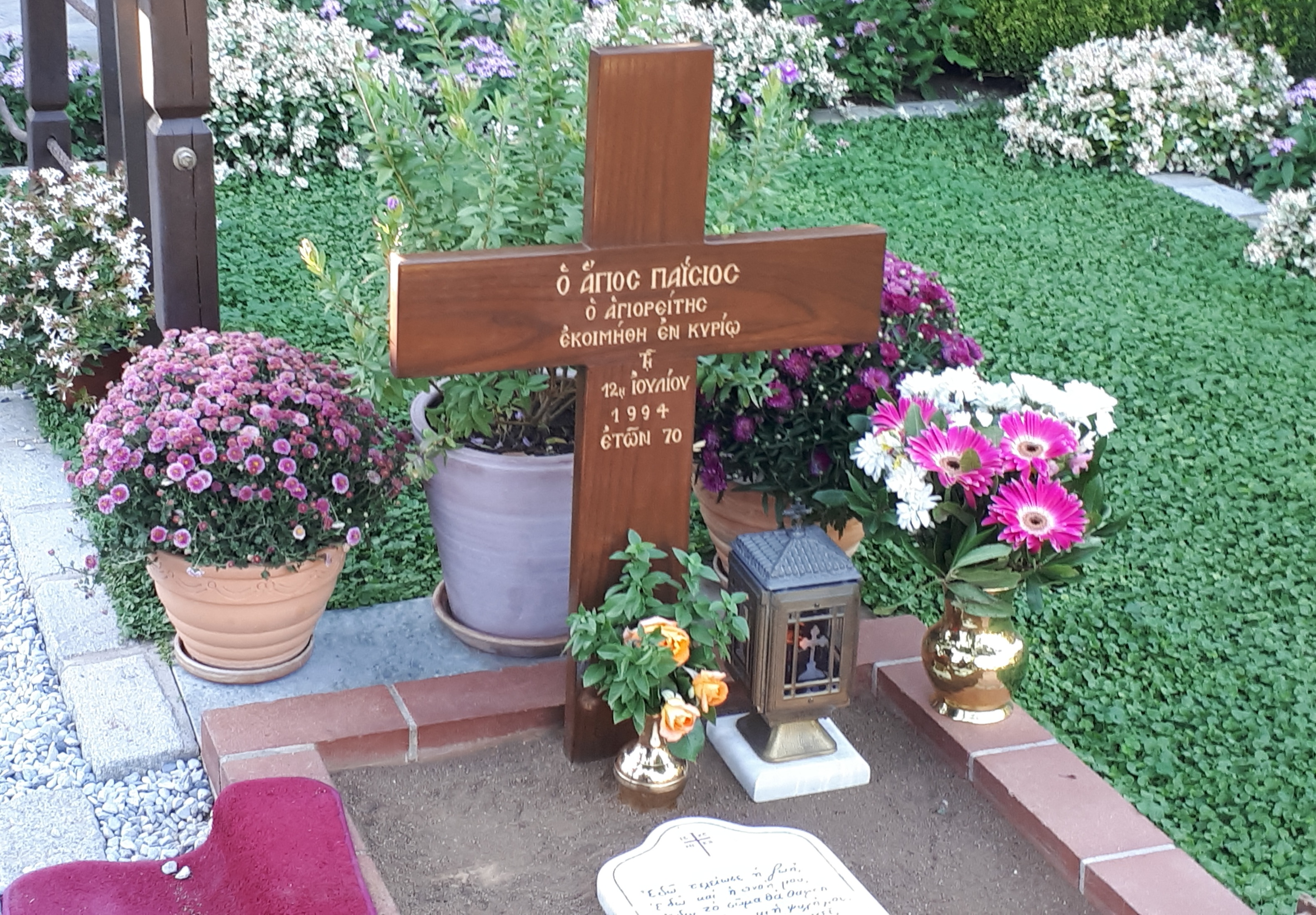
Das Grab von Paisios beim Kloster des Johannes bei Souroti.

Paisios verfasste zahlreiche Schriften zu Themen wie Buße, Moraltheologie und Spiritualität. Sein ehemaliges Wohnhaus in Konitsa dient heute als Erinnerungsstätte. Sein Grab wird beim Johannes-Kloster bei Souroti von einer Anzahl von Anhängern verehrt.
Jedes Jahr am 11. oder 12. Juli, seinem Todestag, findet in der Heiligen Einsiedelei eine Nachtwache statt, an der hunderte Gläubige teilnehmen. Der Name Paisios hat in der heutigen Zeit große Bekanntheit erlangt, wozu das Internet, der Buchhandel und das Fernsehen beigetragen haben. Zahlreiche Bücher mit seinen Lehren und Prophezeiungen befassen sich mit verschiedenen Themen, darunter eschatologische Vorstellungen sowie politische und geopolitische Entwicklungen, etwa die Wiedereroberung Konstantinopels oder Gebiete Albaniens. Besonders während der Wirtschaftskrise stieg das Interesse an seinen Aussagen deutlich. Das Leben des Heiligen Paisios wurde 2022 in der Fernsehserie Der Heilige Paisios – Von Pharasa in den Himmel verfilmt.

Aufgrund seines Dienstes als Funker im Militär wird er in vielen Veröffentlichungen, die seinem Leben gewidmet sind, als „der Funker Gottes“ bezeichnet.

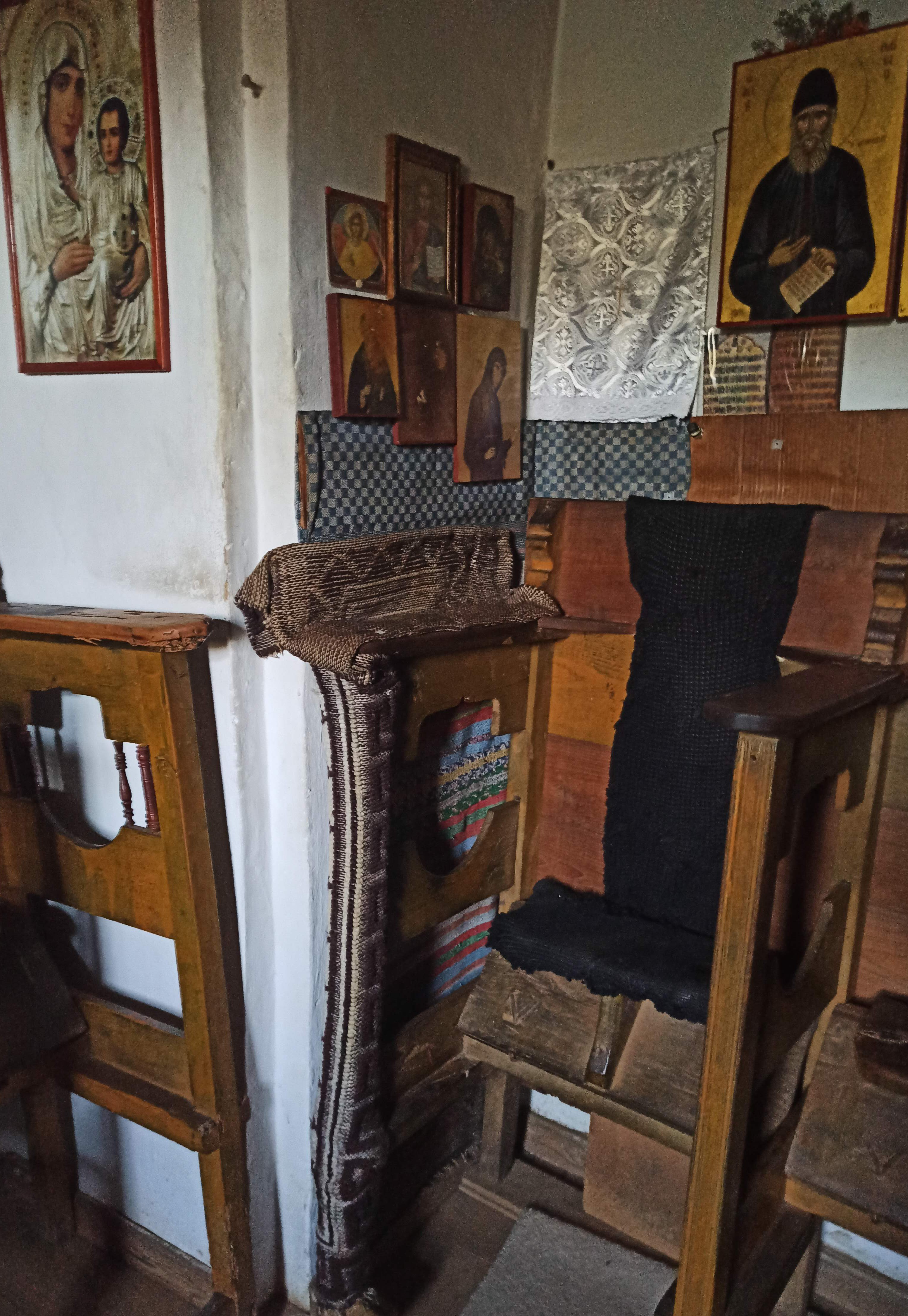
Kirchengestühl von Paisios in Panagouda Karyes.

In der orthodoxen Kirche wurde ihm der Gedenktag am 12. Juli, seinem Todestag, gewidmet.
Zum 20. Todesjahr von Paisios am 12. Juli 2014 versammelten sich tausende Gläubige an seinem Grab in der Einsiedelei des Heiligen Johannes des Theologen bei Souroti. Nach Polizeiangaben nahmen rund 50.000 Menschen an der nächtlichen Vigil teil, während insgesamt etwa 120.000 Pilger das Grab besuchten. Im Kloster fanden eine Vigil, ein Totengottesdienst und eine Göttliche Liturgie statt. Aufgrund des großen Andrangs beteten viele Gläubige aufgrund des Platzmangels im Innenhof. In Konitsa fanden dreitägige Gedenkveranstaltungen statt, darunter ein Abendgottesdienst, eine Matutin und eine Göttliche Liturgie. Zudem wurde eine internationale Konferenz mit dem Titel Leben und Lehre des Ältesten Paisios des Athoniten abgehalten, bei der ein Dokumentarfilm über Paisios gezeigt wurde. Am 14. Juli besichtigten Teilnehmer bedeutende Stätte aus seinem Leben.

### Außerhalb Griechenlands
Zu seinen Ehren fanden Gedenkveranstaltungen in Teilen Griechenlands sowie in Serbien, Russland und weiteren Balkanländern statt. Auch in Rumänien wird er von orthodoxen Christen verehrt.
Der Heilige Synod der Russisch-Orthodoxen Kirche beschloss in seiner Sitzung am 5. Mai 2015, den Ehrwürdigen Paisios vom Berg Athos in das Menologion der Russisch-Orthodoxen Kirche aufzunehmen.

Im Jahr 2012 gründete der Metropolit von Burundi und Ruanda in der Gemeinde Rwabutazi eine Kirche zu Ehren des Heiligen Paisios. 2023 wurde mit Unterstützung rumänischer Christen eine größere Kirche mit einer Kapazität für 2500 Personen erbaut. Die feierliche Einweihung erfolgte am 30. Juni 2024 durch Bischof Chrysostomos von Bukoba und Westtansania, im Beisein von Klerus und Gläubigen der orthodoxen Gemeinde Ruandas.

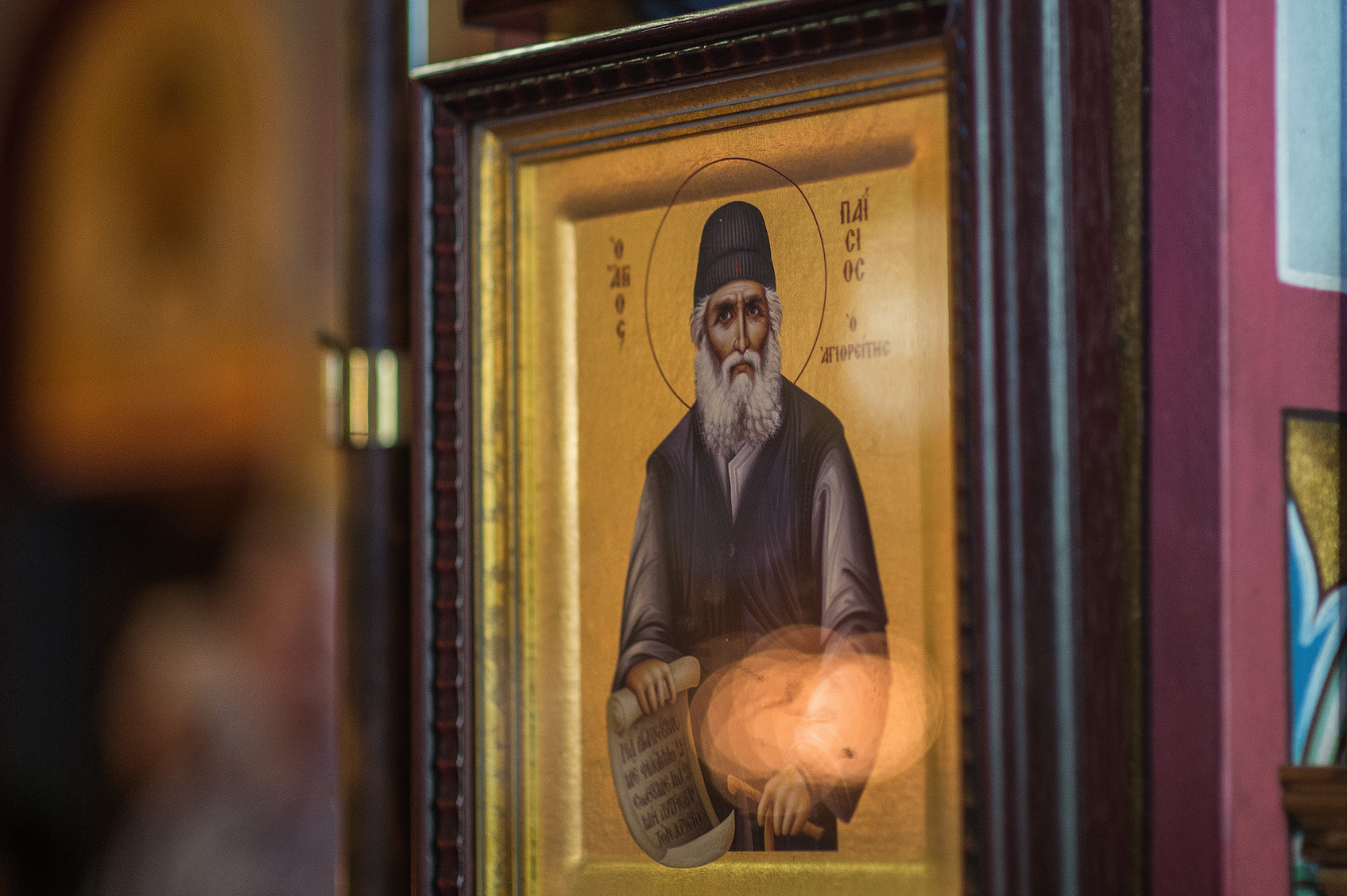
Ikone des Paisios vom Berg Athos in der russisch-orthodoxen Kathedrale des Heiligen Johannes des Täufers in Washington, D.C.

Das Taufbecken, in dem der spätere Paisios von Arsenios von Kappadokien getauft wurde, ist heute ein historisches Objekt. Es befand sich lange im Besitz türkischer Familien, die es als Mahlstein nutzten. Durch die Bemühungen des Ökumenischen Patriarchats von Konstantinopel wurde es 2014 in das Museum des Dorfes Pharasa (heute Yahyalı, Türkei), dem Geburtsort von Paisios, zurückgebracht.
Am 12. Juli 2015, dem ersten liturgischen Festtag des neu Heiliggesprochenen Paisios, wurde in St. Andrä am Zicksee in Österreich unter  Namen Heiliges Kloster Maria Schutz und des hl. Paisios vom Berg Athos das erste orthodoxe Kloster des Landes gegründet.
Paisios vom Berg Athos ist der Schutzpatron der Archodiözese von Australien.

## Trivia
Paisios bot seinen Gästen bei ihrem Besuch in der Einsiedelei Panagouda traditionell Loukoumi an, was einer alten asketischen Praxis entspricht.
Paisios vermied es, fotografiert zu werden, machte jedoch Ausnahmen für schwer kranke Menschen, von denen er wusste, dass sie bald sterben würden.

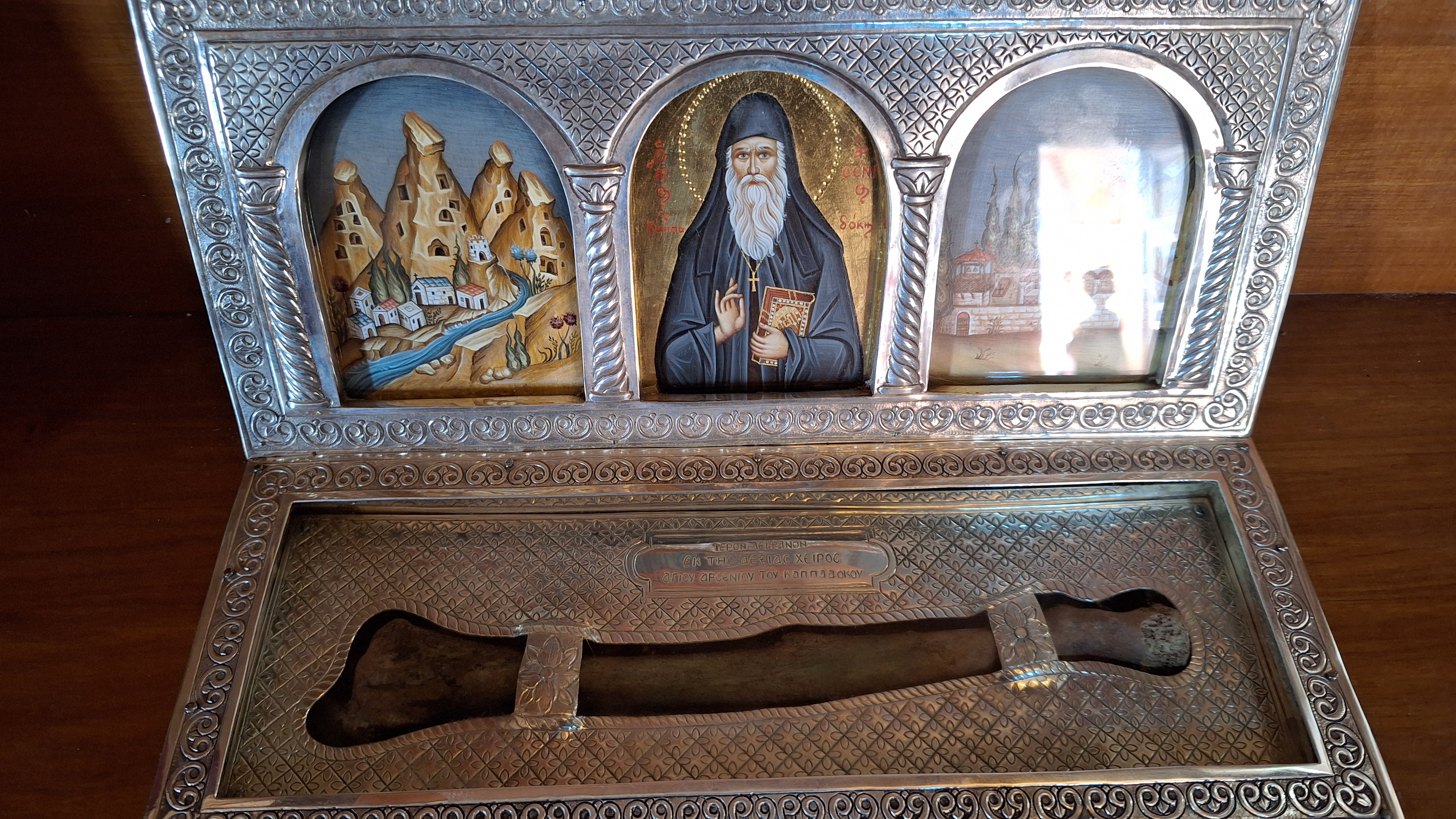
Teil der Reliquien des Heiligen Arsenios von Kappadokien, die sich in der gleichnamigen Kirche im Heiligen Kloster des Heiligen Johannes des Theologen in Souroti-Vasilika von Thessaloniki befinden.